# Rafał Szukała
Rafał Szukała (n. 9 aprilie 1971, Poznań, Polonia) este un înotător polonez, medaliat olimpic. A participat la 3 ediții ale Jocurilor Olimpice (1988, 1992, 1996) în care a câștigat o medalie de argint.